# Musée du design de Zurich
 (janvier 2023).
Si vous disposez d'ouvrages ou d'articles de référence ou si vous connaissez des sites web de qualité traitant du thème abordé ici, merci de compléter l'article en donnant les références utiles à sa vérifiabilité et en les liant à la section « Notes et références ».
Le musée du design de Zurich, appelé en allemand Museum für Gestaltung Zürich, est un musée consacré au design industriel, à la communication visuelle, à l'architecture et à l'artisanat, situé dans la ville suisse de Zurich.

## Histoire
C'est en 1875 que le musée des Arts décoratifs (Kunstgewerbemuseum) est fondé à Zurich, en parallèle avec l'école des Arts appliqués (qui ouvre trois ans plus tard en 1878). Il est agrandi en 1933, année à laquelle il prend son nom actuel. Il prend alors ses quartiers dans le nouveau bâtiment construit à la Ausstellungsstrasse.

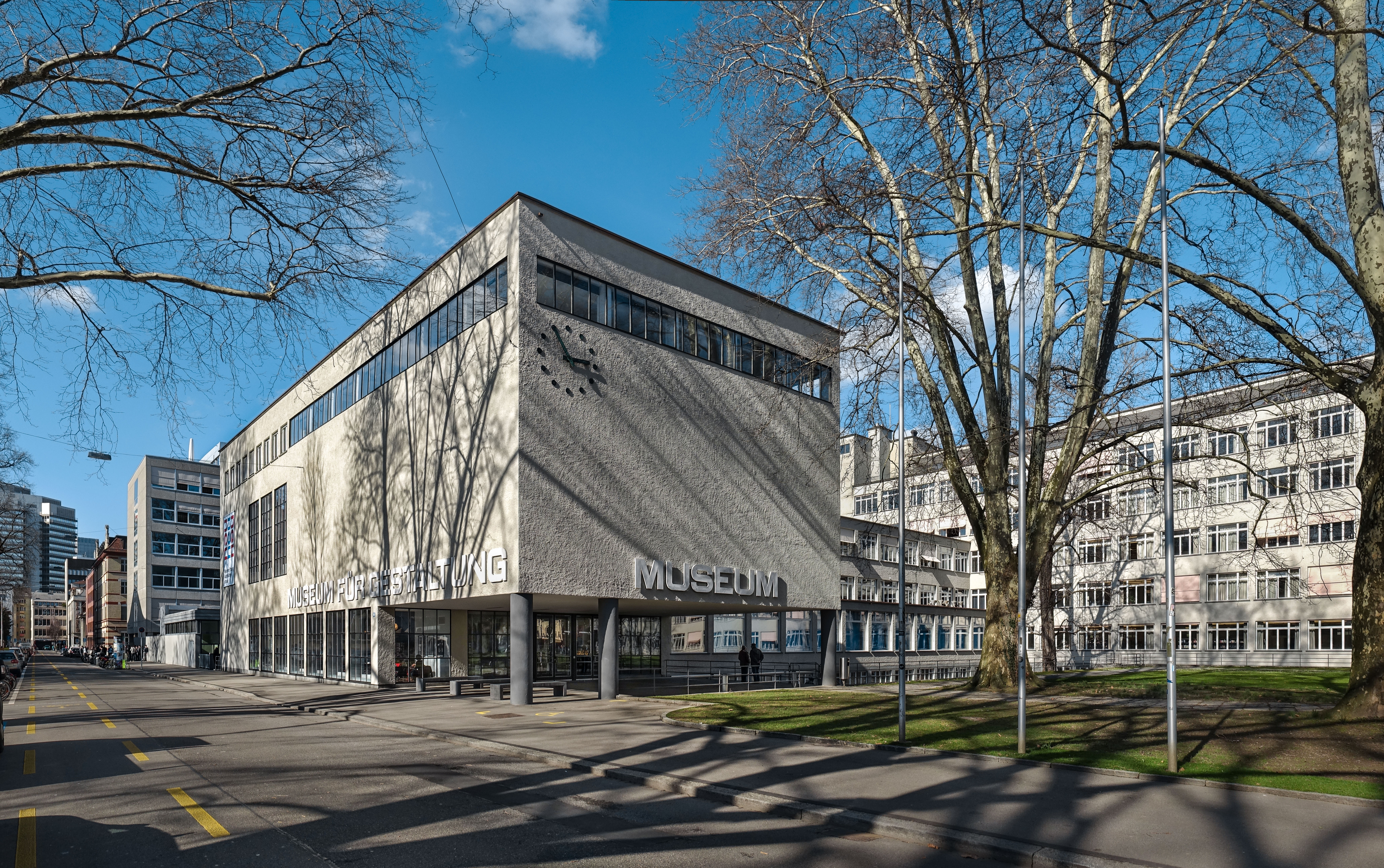
Le bâtiment situé à la Ausstellungsstrasse 60, construit en 1933

Le musée, composé d'une grande salle d'exposition, d'une galerie, d'un hall, d'une cafétéria et d'une boutique, partage ce bâtiment avec l'école des arts appliqués de Zurich (aujourd'hui part de la Haute école d'art de Zurich). L'ensemble est inscrit comme bien culturel suisse d'importance nationale.

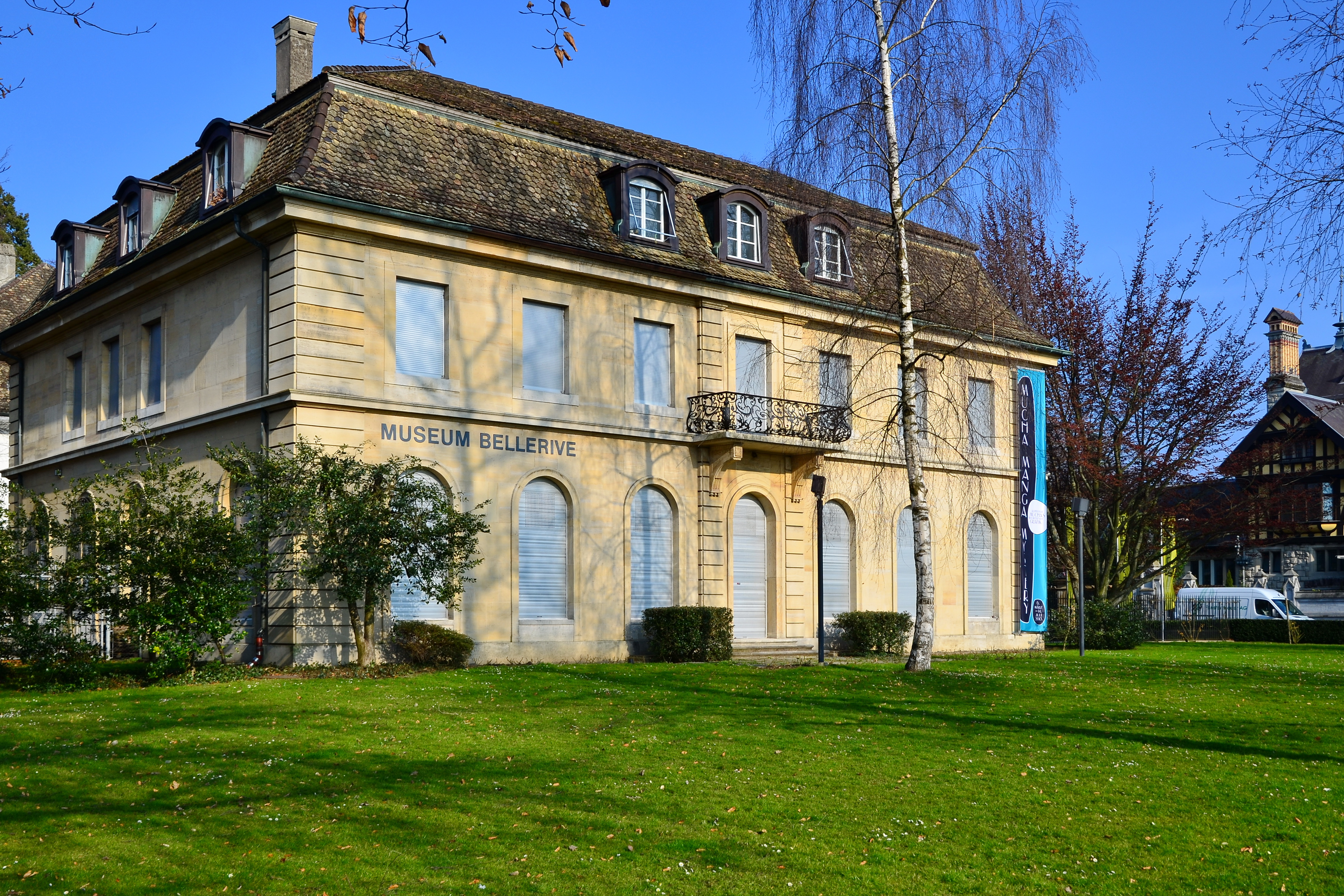
L'annexe Museum Bellerive

Une annexe appelée Musée Bellerive (de), qui se trouve dans un manoir (Villa Bellerive), a été utilisée comme espace d'exposition de 1968 à 2017. Rendu à la ville de Zurich en 2017, ce bâtiment devient en 2018 un lieu d'exposition dédié à l'architecture.

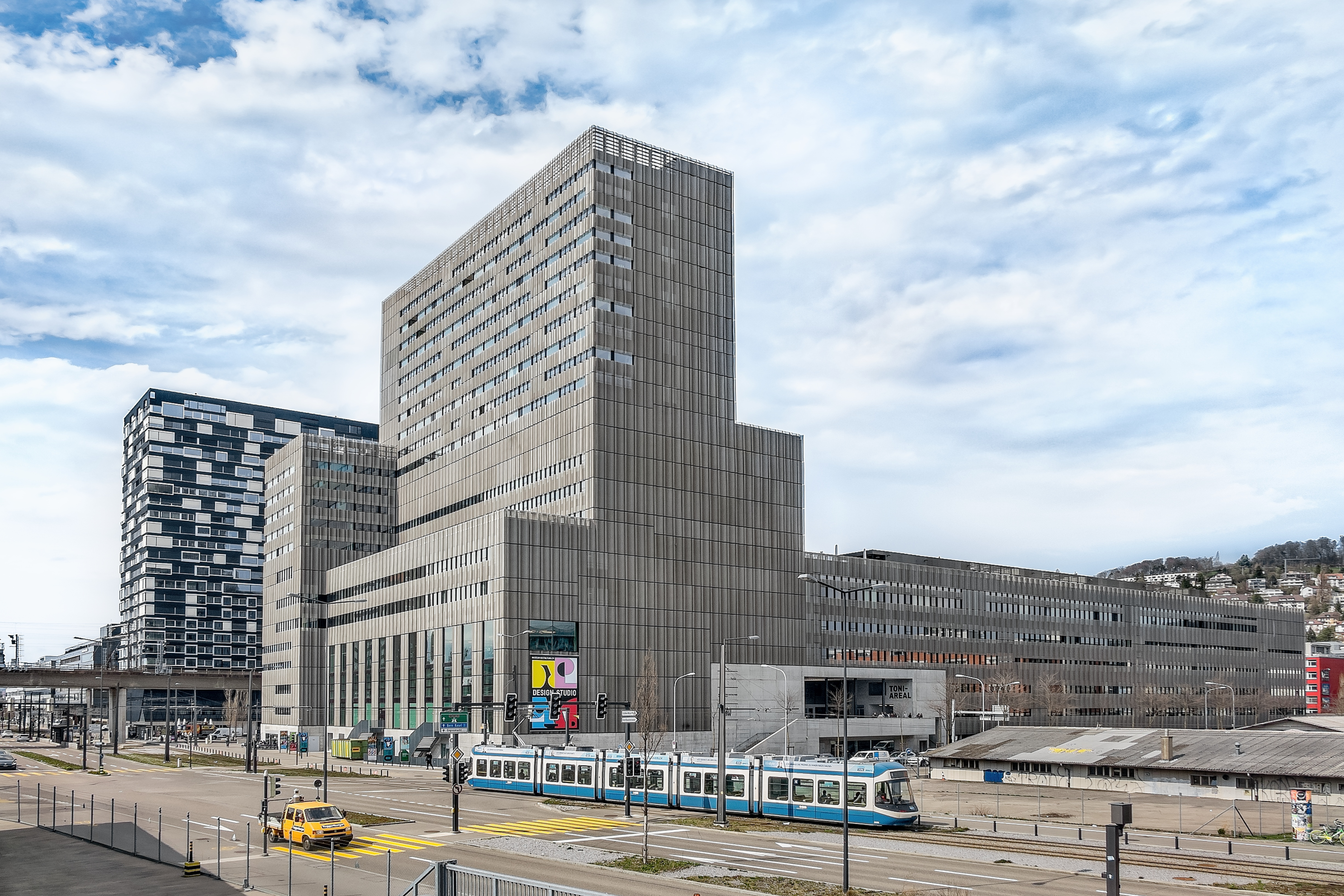
Le bâtiment du Toni-Areal

En 2014, le musée du design obtient un deuxième espace dans le Toni-Areal (de), un complexe industriel fraîchement rénové qui abrite également l'Université des Arts de Zurich. Cela permet d'entamer en 2015 la rénovation du bâtiment vétuste de la Ausstellungsstrasse. Le musée ouvre à nouveau dans cet espace en 2018, et déploie ses expositions sur les deux sites.
Depuis 2019, le musée s'occupe également des expositions dans le Pavillon Le Corbusier (de).

## Collections
Le musée du design possède quatre collections distinctes : 
- une collection d'affiches d'environ 300 000 pièces principalement axée sur l'affiche suisse depuis le milieu du XIXe siècle ;
- une collection d'objets de design, qui présente environ 10 000 produits venant de designers de renom du XXe siècle et qui contient également de nombreux documents (concepts, études de projets, dessins de conception, manuels, brevets, publicité) relatifs à ces objets.
- une collection graphique, existant depuis la création du musée qui couvre l'évolution du graphisme de Gutenberg jusqu'à nos jours ; elle contient en particulier de nombreux dessins, estampes, livres illustrés et manuels scolaires allant du XVe siècle au XXe siècle.
- une collection d'art de près de 15 000 objets venant principalement d'Europe, des États-Unis et du Japon et couvrant les domaines de l'art textile, de la céramique et du verre.

Le musée présente chaque année entre 5 et 7 expositions dans le hall et la galerie du bâtiment principal, plus quelques autres manifestations secondaires au musée Bellerive ou dans les autres salles. Dans la majorité des cas, ces expositions sont composées de productions originales, réalisées pour l'occasion.

## Expositions
Le musée présente plusieurs fois par année des expositions thématiques, ou dédiées à une personnalité du design. Le musée a montré des expositions dédiées à Charlotte Perriand (2010), Henri Cartier-Bresson (2011), Jack Kunz (2012), René Burri (2013), Martin Parr (2013), Wolfgang Weingart (2014), Lora Lamm (2015), Herbert Leupin (2016), François Berthoud (2016), Stefan Sagmeister (2017), Niklaus Troxler (2017), Sigurd Leeder (2017), l'Atelier Oï (2018), Sebastião Salgado (2018), Pierre Mendell (2019), Bruno Monguzzi (2020), Armin Hofmann (2020), Lee Miller (2020), Norm (2020), Werner Jeker (2021), Alexey Brodovitch (2021), Alberto Venzago (2021), René Hubert (2021), Otl Aicher (2022), Willy Guhl (2022) et Claudia Caviezel (2023).

## Sources
- (de) Cet article est partiellement ou en totalité issu de l’article de Wikipédia en allemand intitulé « Museum für Gestaltung Zürich » (voir la liste des auteurs).